# Amer (film)
Amer è un film del 2009 scritto e diretto da Hélène Cattet e Bruno Forzani.
La pellicola è stata concepita come un omaggio postmoderno al filone cinematografico del giallo all'italiana. Il film è diviso in tre parti – infanzia, adolescenza ed età adulta – dove in ognuna è narrato un episodio della vita della protagonista Ana e della sua consapevolezza acquisita nel corso degli anni riguardo alla propria sessualità.
Si tratta del primo lungometraggio realizzato da Cattet e Forzani, dopo una serie di corti pubblicati nei primi anni duemila.

## Distribuzione
Il film è stato presentato in anteprima al Festival internazionale del cinema fantastico di Sitges l'8 ottobre 2009.
La pellicola è stata distribuita nelle sale cinematografiche francesi a partire dal 3 marzo 2010, seguite da quelle belghe il successivo 28 aprile. In Italia, il film è stato dapprima presentato al Trieste Science+Fiction Festival del 2009 e poi distribuito da Koch Media a partire dal 9 agosto 2016.

## Accoglienza
Il film è stato accolto positivamente dalla critica specializzata, diventando in breve tempo un cult. L'aggregatore di recensioni Rotten Tomatoes riporta un indice di gradimento di 79 su 100, basato su 29 recensioni.
Il Village Voice ha inserito Amer al quarto posto nella classifica delle migliori opere prime dell'anno. La pellicola è uno dei nove finalisti del Méliès d'oro del 2010, riconoscimento assegnato dalla European Fantastic Film Festivals Federation al miglior film fantastico europeo.

## Riconoscimenti
- 2010 – Camerimage[7]
  - Candidatura come migliore fotografia a Manuel Dacosse
- 2009 – Premio Fancine[1]
  - Miglior regia a Hélène Cattet e Bruno Forzani
  - Candidatura come miglior film
- 2012 – Fangoria Chainsaw Awards[1]
  - Candidatura come miglior film straniero
- 2010 – Fantasporto[1]
  - Premio speciale della critica a Hélène Cattet e Bruno Forzani
  - Candidatura come miglior film
- 2010 – Festival del film fantastico di Gérardmer[1]
  - Premio speciale della critica
- 2011 – Premio Lumière[1]
  - Candidatura come miglior film francofono
- 2011 – Premio Magritte[8]
  - Candidatura come miglior film
  - Candidatura come migliore fotografia a Manuel Dacosse
- 2010 – Méliès d'oro[1]
  - Candidatura come miglior film
- 2009 – Festival del film fantastico di Sitges[1]
  - New Visions Award a Hélène Cattet e Bruno Forzani
- 2010 – South by Southwest[9]
  - Candidatura per il premio del pubblico
  - Candidatura per il miglior poster a Gilles Vranckx